# Альфредо Каппелліні
Альфредо Каппелліні (італ. Alfredo Cappellini) - італійський морський офіцер. Брат італійського архітектора Джузеппе Каппелліні.

## Життєпис
Альфредо Каппелліні народився 29 грудня 1828 року в Ліворно. У 1842 році вступив у Королівську морську школу в Генуї, яку закінчив у 1848 році в званні гардемарина.
Брав участь у Кримській війні на борту парового фрегата «Говерноло» (італ. Governolo). Отримав звання лейтенанта.
Під час Другої війни за незалежність Італії відзначився під час облоги Гаети, за що був нагороджений Срібною медаллю «За військову доблесть».
У 1865 році отримав звання капітана II рангу.
Під час битви біля Лісси 20 липня 1866 року командував канонерським човном «Палестро».
«Палестро» йшов у кільватерній колоні за броненосцем «Ре д'Італія», позаду йшов паровий фрегат «Сан Мартіно».
Під час перестрілки з австрійськими кораблями «Палестро» був пошкоджений вогнем броньованого фрегата «Драхе», загорівся і змушений був покинути колону. Екіпаж декілька годин боровся з вогнем, але безуспішно. У другій половині дня здетонував боєзапас, корабель вибухнув і затонув. Загинув командир корабля Альфредо Каппелліні, 19 офіцерів та 193 матроси. Врятуватись вдалось лише 23 членам екіпажу.
Альфредо Каппелліні посмертно був нагороджений Золотою медаль «За військову доблесть».

## Вшанування
На честь Альфредо Каппелліні були названі були названі декілька кораблів італійського флоту:
- Монітор Alfredo Cappellini (1916)
- Підводний човен Comandante Cappellini
- Підводний човен Alfredo Cappellini (S 507)

## Нагороди
- Срібна медаль «За військову доблесть»
- Золота медаль «За військову доблесть»